# Love CPR
Love CPR – czwarty studyjny album szwedzkiej piosenkarki September. W Szwecji został wydany 14 lutego 2011 w formacie digital download, natomiast w wersji CD dwa dni później, 16 lutego. Album zadebiutował na pierwszym miejscu Sverigetopplistan i utrzymywał się na nim przez trzy tygodnie. Jest to pierwszy album September, który osiągnął szczyt tego zestawienia. Album uzyskał status złotej płyty po pierwszym dniu sprzedaży płyty, za sprzedaż ponad 20 000 kopii albumu, a po dwóch miesiącach status platynowej płyty (ponad 40 000 egzemplarzy). Na polskim rynku płyta pojawiła się 25 lutego 2011, nakładem wytwórni Magic Records.

## Single
- Utwór "Mikrofonkåt" został wydany 12 listopada 2010 roku w szwedzkim sklepie iTunes jako pierwszy singiel promujący album. Pierwszy raz piosenka została wykonana przez Petrę w szwedzkim reality show pt. Så mycket bättre 6 listopada 2010.[5] Ogromny sukces piosenki (ponad pół miliona wyświetleń występu w serwisie YouTube w 4 dni od premiery nagrania[6]), wpłynął na decyzję wytwórni, która zamieściła utwór na szwedzkim wydaniu płyty i postanowiła, że zostanie on pierwszym singlem promującym album. Zadebiutował na pierwszym miejscu szwedzkiego Top 60 singli i utrzymywał się na tej pozycji ciągle, przez 11 tygodni. Jest to jedyna piosenka wokalistki, która osiągnęła szczyt tego zestawienia. Do tej pory singiel pokrył się czterokrotną platyną (ponad 80 000 sprzedanych kopii)[3].
- Premiera drugiego singla pt. "Resuscitate Me" nastąpiła tydzień po wydaniu poprzedniej piosenki. Premiera piosenki, jak również teledysku do utworu, odbyła się na oficjalnej stronie wokalistki. Piosenka miała zostać wydana jako singiel międzynarodowy, jednak przez ogromną popularność utworu Mikrofonkåt, Resucitate Me nie odniosło komercjalnego sukcesu.
- "Kärlekens Tunga" to kolejna (po Mikrofonkåt) piosenka, która została wylansowana przez Petrę w programie "Så mycket bättre". Została wydana 5 czerwca i tydzień później zadebiutowała na miejsc 6. na liście Top 60 singli w Szwecji. Piosenka uzyskała status platynowej płyty (ponad 20 000 sprzedanych egzemplarzy)[3].
- Piosenka "Baksmälla" powstała wraz ze szwedzkim reperem Petterem, który wraz z September brał udział w pierwszej edycji show pt. "Så mycket bättre". Pierwotnie utwór miał trafić na album Pettera, pt. "Samlar ut den", jednak pojawił się również jako bonus na szwedzkiej wersji albumu "Love CPR". Utwór uzyskał status platyny.
- "Me & My Microphone", anglojęzyczny odpowiednik utworu "Mikrofonkåt", został pierwszym międzynarodowym singlem artystki. Piosenka została wydana m.in. w Polsce i Stanach Zjednoczonych. Ze względu na brak promocji i teledysku, piosenka nie odniosła sukcesu w krajach, w których została wydana.
- Portal scandipop.co.uk ujawnił, że kolejnym singlem zostanie piosenka "Party In My Head"[7].

## Lista utworów
| Nr  | Tytuł                  | Autorzy tekstów                                                                | Producenci                                              | Czas |
| --- | ---------------------- | ------------------------------------------------------------------------------ | ------------------------------------------------------- | ---- |
| 1.  | "Party in My Head"     | Wayne Hector, Lucas Secon, Daniel Davidsen, JMIKE, Peter Wallevik, Mich Hansen | Lucas Secon, Cutfather, Daniel Davidsen, Peter Wallevik | 4:17 |
| 2.  | "Resuscitate Me"       | Hector, Secon, Cutfather, Jonas Jeberg                                         | Jonas Jeberg, Cutfather                                 | 3:17 |
| 3.  | "Something’s Going On" | Jonas von der Burg, Niklas von der Burg, Anoo Bhagavan                         | Jonas von der Burg                                      | 3:07 |
| 4.  | "Intimate Connection"  | Petra Marklund, Naiv, Jake, Marcellus                                          | Naiv                                                    | 3:35 |
| 5.  | "Heat Rising"          | Patric Sarin, Marklund, Jaakko Salovaara, Sharon Vaughn                        | Jaakko Salovaara, Patric Sarin                          | 3:55 |
| 6.  | "Walk Away"            | Christian Fast, Marklund, Didrik Thott, Sebastian Thott                        | Didrik Thott, Sebastian Thott                           | 3:51 |
| 7.  | "Ricochet"             | Christian Fast, Marklund, D. Thott, S. Thott                                   | Didrik Thott, Sebastian Thott                           | 2:54 |
| 8.  | "Hands Up"             | Fast, D. Thott, Bergwall, Marklund                                             | Niklas Bergwall                                         | 3:36 |
| 9.  | "Me & My Microphone"   | N. Bergwall, Marklund, D. Alexander, T. Rusiak, Petter Alexis                  | Niklas Bergwall                                         | 2:45 |
| 10. | "Music"                | Marklund, Naiv, Karl Johan Råsmark                                             | Naiv                                                    | 3:47 |
| 11. | "My Emergency"         | Sarin, Marklund, Salovaara, Fast, D. Thott                                     | Jaakko Salovaara, Patric Sarin                          | 3:38 |
| 12. | "Walk Alone"           | J. Burg, N. Burg, Bhagavan                                                     | Jonas von der Burg                                      | 2:51 |
| 13. | "White Flag"           | Marklund, Erik Lewander, Hayden Bell, Hayley Aitken, Iggy                      | Lewander, Stonebridge                                   | 3:04 |
| 14. | "Bump and Grind"       | J. Burg, N. Burg, Bhagavan                                                     | Jonas von der Burg                                      | 4:16 |

| Polskie bonusy            |
| ------------------------- |
| 15. "Nobody Knows" – 2:57 |

| Szwedzkie bonusy |
| --- |
| 15. "Baksmälla" (feat. Petter) – 3:37 16. "Kärlekens tunga" – 3:10 17. "Mikrofonkåt" – 2:46 18. "Vem ska jag tro på" – 3:29 19. "Teddybjörnen Fredriksson" – 4:09 20. "Nobody Knows" (iTunes Bonus) – 2:57 |

## Pozycje, sprzedaż i certyfikaty
| Kraj                                | Pozycja | Certyfikat | Sprzedaż |
| ----------------------------------- | ------- | ---------- | -------- |
| Czechy – Top 50 Albums Chart        | 33      | –          | –        |
| Finlandia – Top 50 Albums Chart     | 26      | –          | –        |
| Polska – Top 100 – Lista miesięczna | 26      | –          | –        |
| Szwecja – Top 60 Albums Chart       | 1       | Platyna    | 100,000+ |

## Historia wydania
| Kraj                                       | Data            | Format               | Wytwórnia             |
| ------------------------------------------ | --------------- | -------------------- | --------------------- |
| Belgia                                     | 1 kwietnia 2011 | CD, Digital download | Mostiko/CNR Records   |
| Czechy                                     | 21 marca 2011   | CD, Digital download | Universal Music       |
| Holandia                                   | 1 kwietnia 2011 | CD, Digital download | Silver Angel Records  |
| Skandynawia (Finlandia, Norwegia, Szwecja) | 14 lutego 2011  | Digital download     | Catchy Tunes          |
| Skandynawia (Finlandia, Norwegia, Szwecja) | 16 lutego 2011  | CD                   | Catchy Tunes          |
| Stany Zjednoczone                          | 5 lipca 2011    | CD, Digital download | Robbins Entertainment |
| Wielka Brytania                            | bd.             | bd.                  | All Around The World  |